# Robert Gerhardt
Pour les articles homonymes, voir Gerhardt.
Robert Buchanan "Bob" Gerhardt, né le 3 octobre 1903 à Baltimore et mort le 23 janvier 1989 à Erdenheim, est un rameur américain.

## Carrière
Il remporte avec Sidney Jelinek, Ed Mitchell, Henry Welsford et John Kennedy la médaille de bronze en quatre avec barreur aux Jeux olympiques d'été de 1924 à Paris.